# Municipio de Cloverleaf
El municipio de Cloverleaf (en inglés: Cloverleaf Township) es un municipio ubicado en el condado de Pennington en el estado estadounidense de Minnesota. En el año 2010 tenía una población de 84 habitantes y una densidad poblacional de 1,2 personas por km².

## Geografía
El municipio de Cloverleaf se encuentra ubicado en las coordenadas 48°8′34″N 95°54′42″O / 48.14278, -95.91167. Según la Oficina del Censo de los Estados Unidos, el municipio tiene una superficie total de 69.73 km², de la cual 69,72 km² corresponden a tierra firme y (0,02 %) 0,02 km² es agua.

## Demografía
Según el censo de 2010, había 84 personas residiendo en el municipio de Cloverleaf. La densidad de población era de 1,2 hab./km². De los 84 habitantes, el municipio de Cloverleaf estaba compuesto por el 100 % blancos. Del total de la población el 0 % eran hispanos o latinos de cualquier raza.